# Julian Krubasik
Julian Krubasik  (geboren 1984 in München) ist ein deutscher Kameramann, Fotograf und Videodesigner.

## Leben und Werk
Nach dem Abitur arbeitete Krubasik als Kameraassistent, bevor er 2006 in der Filmklasse am College of Art in Scotland in Edinburgh studierte. Danach verbrachte er einen sechsmonatigen Studienaufenthalt in Bangalore, wo er an der Shrishti School of Art & Design Kurse belegte. Ab 2010 studierte er an der Hochschule für Fernsehen und Film München in München. Seither arbeitet er für Underground und Nachwuchs-Regisseure wie Katrin Arendt, Erec Brehmer, David Clay Diaz, Andreas Irnstorfer und Anatol Schuster. 2013 begann er auch als Videodesigner im Theater zu arbeiten. Seither arbeitete er für mehrere Inszenierungen von Stephan Kimmig, in München, Frankfurt, bei den Salzburger Festspielen und in Zürich.
Seine Arbeiten als Kameramann wurden auf einer Reihe internationaler Filmfestivals gezeigt, beispielsweise beim Festival de Cannes 2011 und 2012, auf Camerimage 2013 oder der Berlinale 2015 und 2016. Der Kurzfilm Ein idealer Ort wurde im Rahmen der Berlinale 2015 in der Sektion Perspektive Deutsches Kino gezeigt, und Krubasik wurde gemeinsam mit seinen Kommilitonen der HFF für seine Arbeit am Film von einer internationalen Jury mit dem Jurypreis Dialogue en perspective ausgezeichnet.

## Theaterarbeiten mit Stephan Kimmig
- 2013: Plattform von Michel Houellebecq an den Münchner Kammerspielen
- 2013: Der Idiot nach Dostojewski am Schauspiel Frankfurt
- 2015: Clavigo von Goethe bei den Salzburger Festspielen (gemeinsam mit Lambert Strehlke)
- 2015: Die Jungfrau von Orleans von Schiller am Schauspielhaus Zürich

## Filmografie (Auswahl)
- 2008: Stopover (Kurzfilm)
- 2009: María's Way (Dokumentarfilm)
- 2011: Nataly (auch Regie)
- 2014: Shoot Me! (Kurzfilm)
- 2015: Ein idealer Ort (Kurzfilm)
- 2016: Agonie
- 2017: Luft
- 2017: La Palma
- 2018: Die defekte Katze
- 2018: Alles ist gut
- 2018: Die Geheimnisse des Schönen Leo
- 2019: Hi, Ai
- 2019: Mein Ende. Dein Anfang.
- 2019: Out of Place (Dokumentarfilm)
- 2019: Polizeiruf 110 – Der Ort, von dem die Wolken kommen
- 2021: Katakomben
- 2021: Me, We
- 2022: Wir sind dann wohl die Angehörigen
- 2023: Wir haben einen Deal
- 2023: Plastic Fantastic (Dokumentarfilm)
- 2023: Nach der Arbeit (Dokumentarfilm)
- 2023: Falling into Place
- 2024: Querschuss

## Auszeichnungen
- 2013: Publikumspreis bei goEast, Festival des mittel- und osteuropäischen Films – für seinen eigenen Film Nataly
- 2014: Videodox Förderpreis des UNDERDOX Film Festivals – für Kafan von Narges Kalhor
- 2014: Nominierung im Rahmen des Deutschen Kurzfilmpreises
- 2015: Jurypreis Dialogue en perspective im Rahmen der Berlinale 2015 – für Ein idealer Ort von Anatol Schuster
- 2022: Deutscher Kamerapreis Beste Kamera / Dokumentation / Doku-Serie